# Алиев, Нуриддин Меджидович
Нуриддин Меджидович Алиев (2 апреля 1920, Махачкала, Дагестан — 1991, Баку, Азербайджан) — азербайджанский и советский лётчик, Заслуженный пилот СССР. Полковник авиации.

## Биография
Нуриддин Меджидович Алиев родился в 1920 году  в г. Махачкала. В 1937-1938 гг. обучался в Бакинском аэроклубе по курсу пилота У-2. В 1938 году направлен на обучение в Батайское авиационное училище, которое успешно окончил в 1940 году.
Участник Великой Отечественной войны. Пилот истребитель, летал на самолетах И-15 и И-16. К началу Сталинградской битвы Нуриддин Алиев летал уже на самолетах штурмовиках Ил-2. Сражался в составе 243-го (78-го) гвардейского штурмового авиаполка. В боях под Сталинградом экипаж Нуриддина Алиева уничтожил свыше 10 немецких танков, 2 бронемашины, 5 зенитных орудий, 26 автомашин, до 190 солдат и офицеров противника. В воздушном бою с истребителями противника Нуриддин, будучи ранен, лично сбил Ме-109. После излечения в госпитале сражался в составе Донского, Центрального и Белорусского фронтов. Прошел путь от рядового пилота до командира эскадрильи.
За мужество и героизм, проявленные в боях с врагом, гвардии майор Нуриддин Меджид оглу Алиев награжден двумя орденами Красного Знамени, орденом Красной Звезды и медалями.
В послевоенный период Заслуженный пилот СССР, начальник Управления гражданской авиации Азербайджана. За трудовые достижения награжден орденами Ленина и Октябрьской революции.
Скончался в 1991 году в Баку. Похоронен там же, на II Аллее почётного захоронения. Надгробный памятник, состоящий из скульптурного портрета самого Aлиeва и бронзовой фигуры Икара, выполнен Мир-Али Мир-Касимовым.

## Награды и звания
- Награждён восемью орденами и семнадцатью медалями СССР
- Орден Ленина
- Орден Красного Знамени
- 10-ю Почётными Грамотами
- Знак «Отличник Аэрофлота» (дважды).
- Заслуженный пилот СССР (1966)